# François Poncher
Pour les articles homonymes, voir Poncher.
François Poncher, né en 1480 à Tours et mort le 1er septembre 1532, est un ecclésiastique français, évêque de Paris.

## Biographie
François Poncher est le fils de Louis Poncher et de Robine Le Gendre.
Il fut abbé commendataire de Bourgueil et de Saint-Pierre-le-Fosseux, conseiller clerc au Parlement le 11 février 1510, abbé de Saint-Maur. Il succède à son oncle, Étienne Poncher, à l'évêché de Paris en 1519. En 1523, il consacre l'église de Lésigny, bâtie à l'instigation de son père.
Il s'était d'abord fait connaître comme un simoniaque en employant jusqu'à des falsifications de titres pour se procurer la commende de l'abbaye de Saint-Benoît-sur-Loire, qu'il n'eut point parce que le chancelier Duprat était son concurrent. On l'accusa d'avoir intrigué en Espagne, où il aurait cherché à prolonger la prison du roi ; et par ses cabales il aurait tenté de faire ôter la régence à la duchesse d'Angoulême. Ses trames odieuses ne furent découvertes pleinement qu'en 1529. Il fut enfermé au château de Vincennes, où il mourut en 1532, pendant que la cour se disputait avec Rome sur la qualité de ceux qui devaient le juger. On a de lui des Commentaires sur le droit civil.

## Source
- « François Poncher », dans Louis-Gabriel Michaud, Biographie universelle ancienne et moderne : histoire par ordre alphabétique de la vie publique et privée de tous les hommes avec la collaboration de plus de 300 savants et littérateurs français ou étrangers, 2e édition, 1843-1865 [détail de l’édition]
- Paul Belouino, Dictionnaire général et complet des persécutions souffertes par l'église

- Ressource relative à la religion :   - Catholic Hierarchy